# Ernest Shackleton
‎
Sir Ernest Henry Shackleton, britanski raziskovalec Antarktike irskega rodu, * 15. februar 1874, Kilkea, grofija Kildare, Irska, † 5. januar 1922, Južna Georgia. 
V zgodovino se je zapisal predvsem s svojo antarktično odpravo v letih 1914-1916 na krovu ladje Endurance (Vzdržljivost). 
Obiskoval je kolidž Dulwich in se leta 1904 poročil z Emily Dorman. Služil je kot častnik trgovske mornarice.

## Narodna antarktična odprava (1901-1904)
Shackleton se je udeležil Narodne antarktične odprave (National Antarctic Expedition), ki jo je vodil Robert Falcon Scott, organiziralo pa Kraljevo geografsko društvo. Odprava se imenuje tudi po ladji, s katero so pluli - RRS Discovery (Odkritje).
Prvi so prodrli v Rossovo morje in dosegli Rossovo ledeno polico. Leta 1902 so se Scott, Shackleton in Edward Wilson napotili proti Južnemu tečaju. Potovanje so spremljali težavni pogoji, katerim je delno botrovala tudi njihova neizkušenost, slabe izbire in priprava ter prepričanje, da vse ovire lahko premaga osebna vztrajnost. Kot pri večini zgodnjih britanskih odprav so bile zaloge hrane premajhne. Sodelujoči na dolgih pohodih so bili običajno podhranjeni, pravzaprav so celo stradali. Trojica je dosegla najjužnejšo točko, tedanji rekord, na 82°17' južne zemljepisne širine 31. decembra 1902. Od tečaja so bili oddaljeni okrog 888 km. Shackletona je na povratku mučil skorbut, Wilson pa je trpel za snežno slepoto.
Ko je časopis Morning zgodnjega leta 1903 medijsko podprl odpravo, je Scott Shackletona poslal nazaj v Anglijo, čeprav je ta že skoraj popolnoma okreval. Obstajajo namigovanja, da je to storil zato, ker ni maral Shackletonove priljubljenosti na odpravi in je bolezen izkoristil za njegovo odstranitev. 

## Britanska antarktična odprava (1907-1909)
Shackleton je med letoma 1907 in 1909 organiziral in vodil Britansko antarktično odpravo (British Antarctic Expedition), katere cilj je bil doseči južni tečaj. Odprava se imenuje tudi po ladji Nimrod, na kateri so odpluli. Bazno taborišče so postavili na Rossovem otoku na rtu Royds, približno 20 milj (40 km) od Scottove koče, postavljene v prejšnji odpravi. Ker so se psi v tej slabo izkazali, se je Shackleton tokrat odločil, da bo namesto njih za prevoz raje uporabil mandžurske ponije, a se prav tako niso dobro obnesli. 
Dosežki odprave obsegajo prvenstveni vzpon na Mount Erebus, delujoči ognjenik na Rossovem otoku, pristop na južni magnetni tečaj, ki so ga 16. januarja 1909 opravili Douglas Mawson, Edgeworth David in MacKay, ter odkritje prehoda čez ledenik Beardmore. Shackleton je z Wildom, Marshallom in Adamsom dosegel 88°23' južne zemljepisne širine, točko, le 180 km oddaljeno od južnega tečaja.
Domov se je vrnil kot junak in je bil nemudoma povitezen. Tri leta je lahko užival sloves človeka, ki je dosegel najjužnejšo točko na zemlji. Svoj neuspeli poskus pristopa na tečaj je označil s stavkom: »Boljše živ osel, kot mrtev lev.« 

## Imperialna transantarktična odprava (1914–1916)
Imperialna transantarktična odprava (Imperial Trans-Antarctic Expedition) je iz Anglije odplula leta 1914. Njen cilj je bil prečiti Antarktiko od mesta v bližini zaliva Vahsel na južni strani Wedellovega morja in zatem nadaljevati do Rossovega otoka na nasprotni strani celine. Od cilja so bili prisiljeni odstopiti, ko je njihovo ladjo Endurance (Vzdržljivost) ukleščil morski led nedaleč od njenega cilja v zalivu Vahsel. Kasneje so jo ledeni skladi zdrobili. Posadka je na junaškem potovanju prek poledenelega Wedellovega morja, najprej s sanmi in kasneje s čolnom dosegla Slonov otok ob obali Antarktičnega polotoka. Tam so zopet zgradili enega manjših čolnov, imenovanega James Caird, v katerem je Shackleton s peterico spremljevalcev odplul proti Južni Georgii, da bi tam poiskali pomoč. 
To izjemno potovanje skozi viharni Drakov preliv v 6,7-metrskem čolnu v pozni antarktični jeseni (aprila in maja) verjetno nima primerjave. Pristali so na južni obali Južne Georgie in v 36 urah s skromno opremo prečili do tedaj še nepreplezan visok gorski hrbet, poln ledenikov, tekoč po sredini otoka. 22 mož, ki so ostali na Slonovem otoku, je po treh drugih neuspelih poizkusih 30. avgusta 1916, po štirih in pol mesecih življenja na mrzlem otoku, rešila čilska ladja Yelcho. Vsi možje z ladje so preživeli. Številne podrobnosti iz odprave je ujelo oko filmske kamere ali fotoaparata. Dnevniki odprave so bili skrbno hranjeni in so še danes ohranjeni.
Medtem so poslali podporno odpravo na drugo stran celine, da bi postavila skladišča s hrano za Shackletonovo skupino. Njihovo ladjo je vzel vihar, posadka pa je končala na obali. Kljub temu so krenili prek Rossove ledene police in, kljub izgubam, postavili skladišča. Decembra 1916 je Shackleton začel reševalno odpravo, ki naj bi poiskala člane te skupine.

### Endurance
Endurance (Vzdržljivost) je bila trojambornica, s katero je Shackleton leta 1914 plul na Imperialni transantarktični odpravi. Zgrajena je bila v norveški ladjedelnici Framnaes, splovljena je bila 17. decembra 1912, v začetku pa je bila imenovana Polaris. Dolga je bila 43,9 m in široka 7,6 m, tehtala pa je 350 ton. Poleg jader je imela 260 kilovatni parni stroj, ki je gnal eno gred. Ladja je z njim dosegala hitrost okrog 10 vozlov (19 km/h). Bila je posebno močno zgrajena za tečajne razmere - imela je dvakratno število okvirjev. 
Zgrajena je bila za Adriena de Gerlacha in Larsa Christensena. Nameravala sta jo uporabljati za tečajna turistična križarjenja. Zaradi denarnih težav jo je Christensen z veseljem prodal Shackletonu pod ceno - za 11.600 funtov. Shackleton jo je preimenoval po svojem družinskem geslu fortitudine vincimus - z vzdržljivostjo do zmage.
Ladja je bila v antarktičnem ledu ujeta 281 dni, dokler je ni pritisk 21. novembra 1915 zdrobil, da se je potopila. Natančen položaj razbitine je bil naslednjih sto let neznan, v začetku marca 2022 pa jo je na dnu Wedellovega morja, 3 km pod gladino, v presenetljivo dobrem stanju našla odprava britanskega Sklada za falklandsko pomorsko dediščino.

## Zadnja odprava (1921)
Leta 1921 je Shackleton odplul na še eno antarktično odpravo, vendar je umrl za posledicami srčnega napada na krovu svoje ladje Quest (Iskanje), ko je bila ta zasidrana ob obali Južne Georgie. Njegovo truplo so vračali v Anglijo, ko je Shackletonova vdova izrazila željo, naj bo Shackletonovo zadnje počivališče kar na Južni Georgii. Tam so ga pokopali 5. marca.

## Zanimivosti
Shackleton je domnevni avtor zanimivega oglasa, s katerim so zbirali moštvo za eno od antarktičnih odprav njegovega časa, vendar ni točno znano, kdaj in v katerem časopisu je bil oglas objavljen. Kakorkoli, glasil se je takole: »Iščemo može za tvegano potovanje. Majhna plača. Strašen mraz. Dolgi meseci popolne teme. Stalna nevarnost. Varen povratek vprašljiv. Čast in priznanje v primeru uspeha.« Več o oglasu in o zbiranju podatkov o njem na .